# Geolycosa egena
Geolycosa egena är en spindelart som först beskrevs av Ludwig Carl Christian Koch 1877.  Geolycosa egena ingår i släktet Geolycosa och familjen vargspindlar.
Artens utbredningsområde är Queensland. Inga underarter finns listade i Catalogue of Life.